# Anisoplia lata
Anisoplia lata är en skalbaggsart som beskrevs av Wilhelm Ferdinand Erichson 1847. Anisoplia lata ingår i släktet Anisoplia och familjen Rutelidae. Utöver nominatformen finns också underarten A. l. lamiensis.